# 邓厂满族乡
邓厂满族乡，是中华人民共和国河北省承德市滦平县下辖的一个乡镇级行政单位。

## 行政区划
邓厂满族乡下辖以下地区：
邓厂村、高窝铺村和下王营子村。